# Rue Tchaïkovski
La rue Tchaïkovski est une voie du 18e arrondissement de Paris, en France.

## Situation et accès

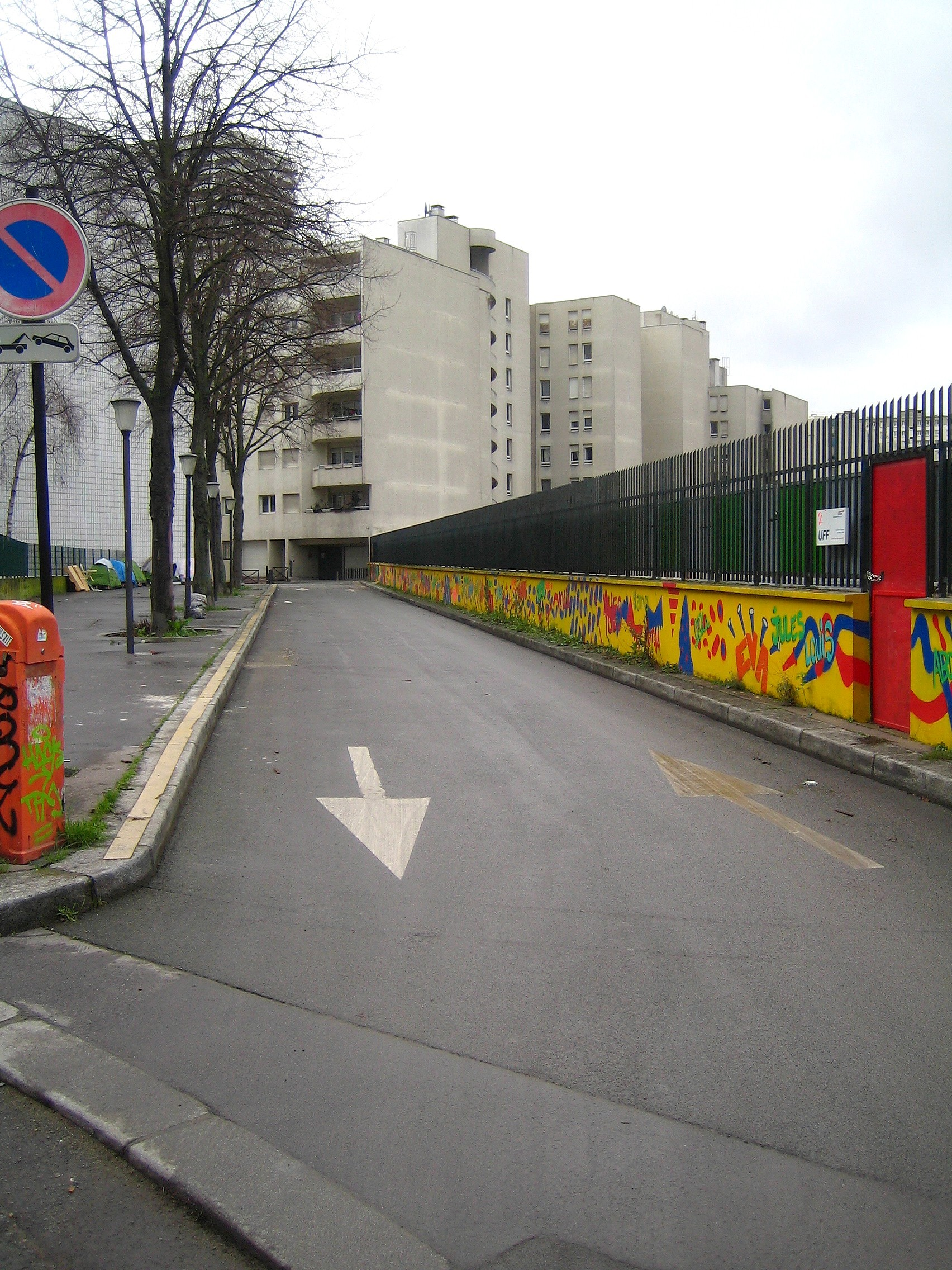
Le long du parc Chapelle-Charbon.

La rue Tchaïkovski est une voie publique située dans le 18e arrondissement de Paris. Elle débute au 27, rue de l'Évangile, et croise immédiatement la rue Tristan-Tzara.
Elle devient alors piétonnière, longe le Jardin Rachmaninov sur toute sa largeur, enfin traverse la rue de la Croix-Moreau, elle aussi piétonne. Elle se rouvre alors à la circulation - quoiqu'en impasse - et termine son cours à l'emplacement d'un petit rond-point au-delà duquel, sur la droite, s'allonge la rue Moussorgski.

## Origine du nom
Elle porte le nom du compositeur et chef d'orchestre russe Piotr Ilitch Tchaïkovski (1840-1893). 

## Historique

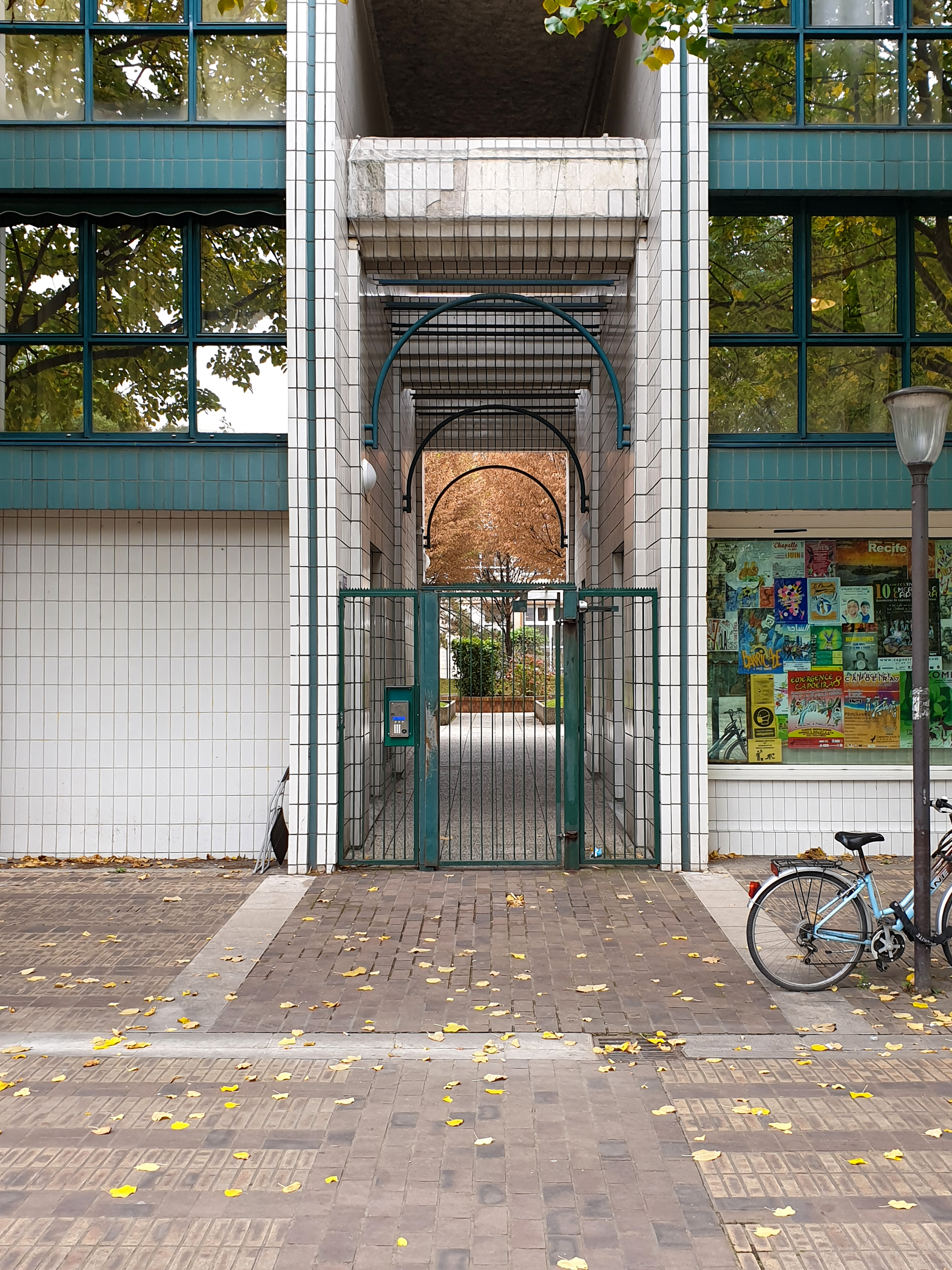
La rue Tchaïchovski en 2020.

À cet emplacement se trouvait autrefois un ensemble de gazomètres qui disparaîtront  en 1978,.
La rue Tchaïkovski est créée dans le cadre de l'aménagement de la  ZAC Évangile sous le nom provisoire de « voie AM/18 » et prend sa dénomination actuelle par arrêtés municipaux des 15 novembre 1991 et 30 novembre 1992.
Actuellement (2020) en impasse, cette voie de circulation sera ouverte sur le parc Chapelle-Charbon, de 6,5 hectares, créé sur le site d'une ancienne gare de marchandises,.